# Brakwatersteurgarnaal
De brakwatersteurgarnaal (Palaemon varians, synoniem Palaemonetes varians) is een garnalensoort uit de familie van de steurgarnalen. De wetenschappelijke naam van de soort is voor het eerst geldig gepubliceerd in 1813 door Leach.

## Beschrijving
De brakwatersteurgarnaal is een algemeen in brakwater voorkomend garnaaltje, vaak samen met aasgarnalen van het geslacht Mysis. Het garnaaltje is geheel doorschijnend, en komt in grote groepen voor. Op de kop heeft het diertje heeft een uitstekende punt, het rostrum. Vanwege hun hoge tolerantie voor variërend zoutgehalte en temperatuurniveaus kunnen ze echter gedurende langere tijd overleven in zout, brak- of zoetwateromstandigheden bij temperaturen van 1 °C tot 30 °C. Ze worden vaak verkocht door aquariumwinkels en zijn dan bedoeld als levend voedsel. Ze voeden zich met het overgebleven visvoer, rode muggenlarven, algen of planten en zijn over het algemeen vredig van aard wanneer ze worden gemengd met aquariumleven van vergelijkbare grootte.

## Verspreiding en leefgebied
De brakwatersteurgarnaal komt in heel Europa voor, met name in kust- en brakwatergebieden. Het leefgebied loopt van Noorwegen in het noorden, langs de Atlantische kust tot Spanje in het zuiden, inclusief Groot-Brittannië. Ook komen ze voor aan de kusten van de Middellandse Zee, aan de zuidkust tot Tunesië en aan de noordkust tot de Camargue. De bevolkingsdichtheid in brakwatergebieden (bijv. estuaria of de bodem van de Oostzee) lijkt aanzienlijk hoger te zijn dan in de zee zelf. 